# 국제정당조직
국제정당조직 (國際政黨組織), 국제정당 (國際政黨) 혹은 정치적 인터내셔널(영어: Political internationals)은 이념이나 정치적 성향이 같은 각 정당의 초국가조직이다.

## 조직 목록

### 현존하는 조직
- 중도민주 인터내셔널 (기독교 민주주의) - 1961년 조직
- 노동자 인터내셔널 위원회 (트로츠키주의) - 1974년 조직
- 상파울루 포럼 (21세기 사회주의) - 1990년 조직
- 제4인터내셔널 (트로츠키주의) - 1938년 레온 트로츠키에 의해 조직되었으나 1963년 재통일
- 지구녹색당 (녹색 정치) - 2001년 조직
- 인본주의 인터내셔널 (인본주의) - 1989년 인본주의 운동에 의해 조직
- 국제자유주의정당연맹 (우파 자유지상주의) - 2015년 조직
- 국제아나키스트연합 (통합 아나키즘) - 1968년 조직
- 마르크스-레닌주의 정당 및 조직 국제회의 (통합과 투쟁) (호자주의) - 1994년 조직
- 국제민주연합 (보수주의) - 1993년 조직
- 인민투쟁국제연맹 (반제국주의) - 2001년 조직
- 국제마르크스주의경향 (트로츠키주의) - 1998년 조직
- 공산당-노동자당 국제회의 (마르크스-레닌주의) - 1998년 조직
- 국제군주주의연맹 (군주주의, 입헌군주제) - 1943년 조직
- 국제노동자협회 (아나르코생디칼리슴) - 1922년 조직
- 자유주의 인터내셔널 (자유주의) - 1947년 조직 (옥스포드 선언에 의해 구성)
- 무슬림 형제단 (이슬람주의) - 1928년 조직
- 국제해적당 (해적 정치) - 2010년 조직
- 진보동맹 (사회민주주의, 진보주의) - 2013년 사회주의 인터내셔널에 대항하기 위한 중도좌파 정당의 네트워크로써 조직
- 사회주의 인터내셔널 (민주사회주의) - 1951년 조직된 사회주의 정당의 연합체
- 국제사회주의운동 (마르크스주의) - 1904년 조직

### 없어진 조직
- 민주동맹 (자유주의) - 2005년 유럽 민주당, 민주당과 비슷한 단체들에 의해 조직하였으나 2012년 해체
- 아나키스트 생이미에르 인터내셔널 (아나키즘) - 1872년 조직, 헤이그 의회에서 마르크스주의 세력들이 아니키즘 세력을 제1인터내셔널에서 추방시킨 후 아나키스트 세력들에 의해 조직되었으나 1877년 해체
- 코민테른 (혁명적 사회주의) - 제3인터내셔널이라고 불리며 1919년 블라디미르 레닌에 의해 조직된 공산주의 정당의 연합체였으나 1943년 이오시프 스탈린에 의해 해체
- E2D 인터내셔널 (전자민주주의, 직접민주주의) - 2011년 1월 1일 조직되었으나 2013년 해체
- 파시스트 인터내셔널 (파시즘) - 몽트뢰 파시스트 회의라고도 함
- 국제자유주의연대 (아나키즘) - 2001년 조직
- 국제공산주의세미나 (마르크스-레닌주의) - 1996년 조직, 2014년 해체
- 국제노동자협회 (1864년) (공산주의, 사회주의, 혁명적 사회주의) - 제1인터내셔널이라고 부르며 1864년 조직되었으나 1876년 해체
- 국제노동인민연합 (아나키즘) - 흑색인터내셔널이라고 불리며 1881년 조직되었으나 1886년 해체
- 제2인터내셔널 (사회주의) - 1889년 조직, 1916년 해체
- 상황주의 인터내셔널 (자유지상주의적 사회주의) - 1957년 조직, 1972년 해체

## 국제정당조직이 아닌 유사 단체
- Anarkismo.net - 정강주의/에스페시피스모 아나키즘 조직으로 2005년 결성, 국제적인 협력을 중시하나 국제 사회와는 거리가 멈
- 아시아정당국제회의 - 2002년 결성, 다양한 이념의 아시아 정당들 간의 협력
- 다국적급진당 - 급진주의, 자유주의, 정부 구성원, 의회주의자들로 구성된 정치연합으로 1989년 결성, 유엔 경제 사회 이사회와 관련이 깊음
- 세계생태당 - 2003년 결성, 중도 생태주의 정당의 협회

## 같이 보기
- 초국가정당
- 국제 노동 기구 목록
- 좌파 인터내셔널 목록
- 트로츠키주의 인터내셔널 목록